# Ludwik Bernacki (przedsiębiorca)
Ludwik Jan Bernacki (ur. 24 listopada 1937 w Krakowie) – polski inżynier, przedsiębiorca i polityk, poseł na Sejm X kadencji (1989–1991).

## Życiorys
W 1960 ukończył studia na Politechnice Krakowskiej, uzyskując tytuł zawodowy magistra inżyniera budownictwa lądowego. Odbył też studia podyplomowe z organizacji i zarządzania na Akademii Ekonomicznej w Krakowie.
W latach 60. pracował na budowach w Kombinacie Metalurgicznym Huty im. W. Lenina, dochodząc do stanowiska kierownika. Od 1967 do 1972 pełnił funkcję dyrektora technicznego Krakowskiego Przedsiębiorstwa Budownictwa Ogólnego. Następnie od 1972 do 1990 oraz w latach 1998–2000 był dyrektorem naczelnym Przedsiębiorstwa Państwowego „Naftobudowa”.
Członek Polskiej Zjednoczonej Partii Robotniczej w latach 1962–1990. W latach 80. pełnił funkcję radnego Rady Narodowej w Krakowie. W 1989 uzyskał mandat posła na Sejm kontraktowy w okręgu Kraków-Śródmieście. Na koniec kadencji należał do Parlamentarnego Klubu Lewicy Demokratycznej, będąc członkiem jego prezydium. Zasiadał w Komisji Ochrony Środowiska, Zasobów Naturalnych i Leśnictwa, której był zastępcą przewodniczącego, oraz w Komisji Spraw Zagranicznych i Komisji Nadzwyczajnej do Spraw Przeanalizowania i Oceny Działalności Ustępującego Rządu. Nie ubiegał się o reelekcję w kolejnych wyborach.
W III Rzeczypospolitej zajął się działalnością gospodarczą, w tym jako prezes zarządu w ramach spółki z ograniczoną odpowiedzialnością BBM Design oraz utworzonej w 2006 spółki akcyjnej Eko-Konsulting-Projekt „Conseko-Bbm-Design”, w której został prezesem zarządu.

## Życie prywatne
Żonaty z Danutą.

## Odznaczenia
- Krzyż Komandorski Orderu Odrodzenia Polski (1984)[3]
- Krzyż Kawalerski Orderu Odrodzenia Polski
- Srebrny Krzyż Zasługi (1972)
- Medal 40-lecia Polski Ludowej
- Medal 30-lecia Polski Ludowej